# Полосы Перкунаса

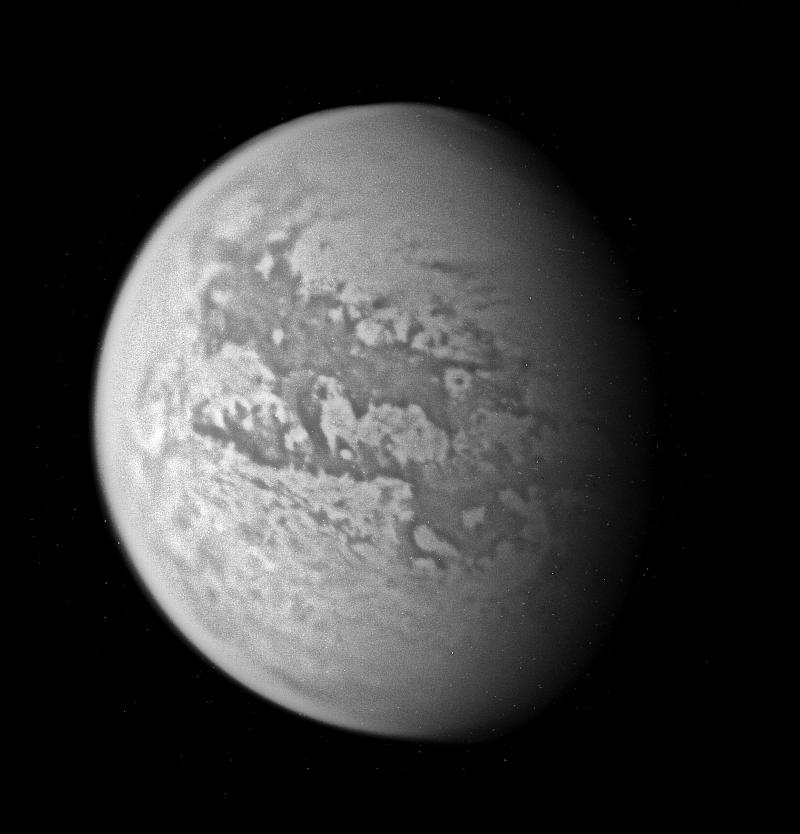
Инфракрасное изображение Титана

Перкунас (англ. Perkunas Virgae) — яркие полосы, находящиеся на поверхности самого крупного спутника Сатурна — Титана, по координатам 27° ю. ш. 162° з. д. / 27° ю. ш. 162° з. д.. Находятся в юго-восточной части местности Шангри-ла. Под термином полосы понимаются яркие полосы на поверхности тела.
Максимальный размер структур составляет 980 км. Полосы Перкунас были обнаружены на радиолокационных снимках космического аппарата Кассини (во время стандартного пролёта около Титана). Название получило официальное утверждение в 2006 году.
Названы в честь Перкунаса, балтийского бога-громовержеца, властителя воздуха и защитника справедливости.